# Lengyel futsalválogatott
A lengyel futsal-válogatott Lengyelország nemzeti csapata, amelyet a lengyel labdarúgó-szövetség, (lengyelül: Polski Związek Piłki Nożnej) irányít.

## Eredmények

### Világbajnokság
| Év       | Eredmény      | M | Gy | D | V | Rg | Kg | Gk |
| -------- | ------------- | - | -- | - | - | -- | -- | -- |
| 1989     | Nem jutott be | – | –  | – | – | –  | –  | –  |
| 1992     | Második kör   | 6 | 2  | 0 | 4 | 15 | 22 | -7 |
| 1996     | Nem jutott be | – | –  | – | – | –  | –  | –  |
| 2000     | Nem jutott be | – | –  | – | – | –  | –  | –  |
| 2004     | Nem jutott be | – | –  | – | – | –  | –  | –  |
| 2008     | Nem jutott be | – | –  | – | – | –  | –  | –  |
| 2012     | Nem jutott be | – | –  | – | – | –  | –  | –  |
| 2016     | Folyamatban   | – | –  | – | – | –  | –  | –  |
| Összesen | 1/7           | 6 | 2  | 0 | 4 | 15 | 22 | -7 |

### Európa-bajnokság
| Év       | Eredmény      | M | Gy | D | V | Rg | Kg | Gk  |
| -------- | ------------- | - | -- | - | - | -- | -- | --- |
| 1996     | Nem jutott be | – | –  | – | – | –  | –  | –   |
| 1999     | Nem jutott be | – | –  | – | – | –  | –  | –   |
| 2001     | Csoportkör    | 3 | 0  | 0 | 3 | 6  | 18 | -12 |
| 2003     | Nem jutott be | – | –  | – | – | –  | –  | –   |
| 2005     | Nem jutott be | – | –  | – | – | –  | –  | –   |
| 2007     | Nem jutott be | – | –  | – | – | –  | –  | –   |
| 2010     | Nem jutott be | – | –  | – | – | –  | –  | –   |
| 2012     | Nem jutott be | – | –  | – | – | –  | –  | –   |
| 2014     | Nem jutott be | – | –  | – | – | –  | –  | –   |
| 2016     | Nem jutott be | – | –  | – | – | –  | –  | –   |
| Összesen | 1/10          | 3 | 0  | 0 | 3 | 6  | 18 | -12 |